# Anton Böhm (Historiker)
Anton Peter Böhm (* um 1785; † um 1870) war ein deutsch-böhmischer Priester und Historiker. Er verfasste eine ausführliche Chronik von St. Joachimsthal und ihres Bergbaus.

## Leben
Nach dem Studium der katholischen Theologie und Geschichte wirkte er als Kaplan in Joachimsthal und von 1815 bis zu seiner Pensionierung 1860 als Pfarrer und Dechant der Bergbaustadt. Historisch bedeutsam ist seine Chronik von St. Joachimsthal von 1515 bis 1835, die 2004 in Kempten (Allgäu) im Druck erschien.
Das handgeschriebene Original umfasst 664 Seiten im Format 23 × 36 cm und beschreibt die Umgebung, Geologie und Entwicklung Joachimsthals, das Wirken der ersten Berghauptmänner (1516–1545), Wichtiges aus den Archiven Joachimsthals und des Bergbaus von 1515 bis 1835, eine Beschreibung der fünf Kirchen und der Bevölkerungsentwicklung 1515–1860.
Von den beiliegenden Karten, Plänen und Skizzen sind besonders bedeutsam:
- der Bergwerksriss, Streichungslinien der vorzüglichsten Joachimsthaler Gänge mit den ertragreichsten Stollen des Bergwerks,
- der Stadtplan mit eingetragenen Kirchen, Kapellen und Kreuzen,
- und mehrere handgezeichnete und kolorierte Bilder des Wappens der Grafen Schlick, der ersten Joachimsthaler Münzen und des damaligen Stadtwappens.